# Great 3
Great 3, gestileerd als GREAT3, is een Japanse rockband opgericht in 1994. Het trio bestaat uit gitarist Akito Katayose, drummer Kenichi Shirane en bassist jan (die Kiyoshi Takakuwa verving in 2012). Alle leden fungeren als componisten en tekstschrijvers, evenals leadzangers. De naam van de band is een verwijzing naar het feit dat alle drie de leden lang zijn.

## Geschiedenis
Katayose, Shirane en Takakuwa vormden Great 3 na de ontbinding van hun vorige band Rotten Hats (ロッテンハッツ, Hepburn: Rotten Hattsu) in februari 1994 (de andere leden gingen Hicksville vormen). De groep debuteerde op Toshiba EMI met de single "Fool & the Gang" en het album Richmondo High in 1995. Later richtten ze hun eigen label op, Bodicious. In het begin van de jaren 2000 begonnen ze samen te werken met de Amerikaanse muzikant John McEntire, die hun albums May and December (2001), When You Were a Beauty (2002) en Climax (2003) produceerde/engineerde. When You Were a Beauty werd opgenomen met de leden van The Sea and Cake, Tortoise en Wilco. In februari 2004 stopte de band voor onbepaalde tijd, waarbij de leden zich concentreerden op hun solocarrières. In mei 2012 werd aangekondigd dat Kiyoshi Takakuwa niet langer deel uitmaakte van Great 3. Op 27 juli 2012 brachten ze hun eerste digitale single getiteld "Emotion / Lady" uit en op 1 augustus werd aangekondigd dat jan de nieuwe bassist zou zijn. Het eerste album van de band met jan, het zelfgetitelde Great3, werd uitgebracht op 21 november 2012. Een tweede, getiteld Ai no Kankei, werd uitgebracht op 19 maart 2014; het is de meest recente release van de band tot nu toe.

## Bezetting

### Huidige leden
- Akito Katayose (片寄 明人) (geboren 23 mei 1968 in Tokio, Japan) - zang, gitaar. 
  - Bekend van het schrijven van teksten, het componeren van liedjes en het produceren van platen voor Japanse acts als Any, Fujifabric, GO!GO!7188, Merengue, Sakura Merry Men, Sister Jet, Sophia, Violent Is Savanna en Zamagi.[6]
  - In 2000 bracht hij een soloalbum uit onder de naam Akito getiteld Hey Mister Girl! opgenomen met de leden van The Sea and Cake, Tortoise en Wilco, en geproduceerd door John McEntire. Treedt op als duo met zijn vrouw, Chocolat (Chocolat & Akito).

- Kenichi Shirane (白根 賢一) (geboren op 11 januari 1968 in Tokio, Japan) - zang, drums
  - Ondersteuning live en studio drummer voor verschillende Japanse artiesten zoals The Beatniks, Bonnie Pink, Caravan, Chara, CureaL, Leo Imai, Kimonos, Love Psychedelico, Yūji Nakada, Salyu. Hij bracht in 2008 een solo elektronisch album uit getiteld Manmancer. Andere muzikale projecten van hem zijn Lasvegas en Acapulco.
- jan (geboren op 4 mei 1990) - zang, bass
  - Zoon van zanger en fotograaf Nanaco Sato (佐藤奈々子)

### Oud-leden
- Kiyoshi Takakuwa (高桑 圭) (geboren 17 september 1967 in Australië) - zang, bass
  - Verliet de groep in mei 2012. Zet solocarrière voort als Curly Giraffe en treedt op als live en studio support voor andere muzikanten. Speelde in de band Honesty met Shigekazu Aida van El-Malo.

## Discografie

### Albums
- Richmondo High (1995)
- Metal Lunchbox (1996)
- Romance (1997)
- Without Onion (1998)
- May and December (2001)
- When You Were a Beauty (2002)
- Climax (2003)
- Live 2003.5–6.7.9 (2003)
- Great3 (2012)
- Ai no Kankei (2014)

### Singles
- "Fool & the Gang" (1995)
- "Oh Baby" (1995)
- "Discoman" (1995)
- "Star Tours" (1996)
- "Little J no Nageki" (Little Jの嘆き) (1996)
- "Glass Roots" (1996)
- "Tamatsuki" (玉突き) (1997)
- "Caligula" (1998) (with Chara)
- "Soul Glow" (1998)
- "I.Y.O.B.S.O.S." (1999) (met een cover van Madonna's "Like a Virgin" as B-kant)
- "Quincy" (2001)
- "Ruby" (2001)
- "Climax E.P." (2003)
- "Great 3 Remixes" (2004)
- "Higan" (彼岸) (2012)
- "Emotion" / "Lady" (レイディ, Reidi) (2012)

### Compilaties
- Great 3 Singles 1994～2002 (2002)
- Music for Cosmetic (2002) (Collectie van instrumentale nummers)
- Lost Virgin ～Great3 Best～ (2004) (Best & live)